# Raphionacme michelii
Raphionacme michelii är en oleanderväxtart som beskrevs av Wildem.. Raphionacme michelii ingår i släktet Raphionacme och familjen oleanderväxter. Inga underarter finns listade i Catalogue of Life.